# Simon Joachim Filén
Simon Joachim Filén, född den 10 september 1794 i Hakarps socken i Småland, död 1858 i Jönköping, var en svensk skolman. Han var bror till Anders Filén.
Filén blev student vid Uppsala universitet 1812, prästvigdes 1820 och tog filosofiska graden 1821. Från 1827, då han blev apologist vid Jönköpings skola, ägnade han hela sitt livs verksamhet åt detta läroverk, vars rektor han blev 1847, då han tillika tillträdde Barnarps prebendepastorat. Filén utvecklade en omfattande verksamhet som läroboksförfattare, och hans arbeten åtnjöt stort anseende och vidsträckt användning, inte endast i Sverige, utan även i Finland. 
Bland dem märks Lärobok i allmänna och svenska grammatiken, jemte en kort rättskrifningslära (1834; utkom i 13 upplagor i Sverige och 10 i Finland), Lärobok i aritmetiken et cetera (1835; 3:e upplagan 1840), Lärobok i tyska grammatiken (1839), Tysk läsebok (1841; 2:a upplagan 1860) med flera. Filén utarbetade jämväl ett Förslag till stadgar för ett svenskt räntepensionsbolag jemte motiver (1843).
Efter att masugnspredikningarna avskaffats 1849 betingade sig Filén 6 riksdaler banco för varje blåsning i Tabergs bergslag, något som hyttlaget godtog.  År 1857 dömdes han till böter för misshushållning med boställets skog, samtidigt som sockenstämman beslutade att tilldela honom en varning. Han hann dock ej att bättra sig, då han avled året därpå.